# Kapitan Ameryka: Wojna bohaterów
Kapitan Ameryka: Wojna bohaterów (oryg. Captain America: Civil War) – amerykański fantastycznonaukowy film akcji z 2016 roku na podstawie serii komiksów o superbohaterze o pseudonimie Kapitan Ameryka wydawnictwa Marvel Comics. Za reżyserię odpowiadali Anthony i Joe Russo na podstawie scenariusza Christophera Markusa i Stephena McFeelya. Tytułową rolę zagrał Chris Evans, a obok niego w rolach głównych wystąpili: Robert Downey Jr., Scarlett Johansson, Sebastian Stan, Anthony Mackie, Don Cheadle, Jeremy Renner, Chadwick Boseman, Paul Bettany, Elizabeth Olsen, Paul Rudd, Emily VanCamp, Tom Holland, Frank Grillo, William Hurt i Daniel Brühl.
Po wydarzeniach w Avengers: Czas Ultrona, Steve Rogers wraz z nowym zespołem Avengers muszą sobie poradzić z kolejnym międzynarodowym problemem. Władze państw próbują wprowadzić ustawę regulującą działania superbohaterów oraz określenie, kiedy mogą korzystać z pomocy Avengers.
Wojna bohaterów wchodzi w skład III Fazy Filmowego Uniwersum Marvela. Jest to trzynasty film należący do tej franczyzy, który stanowi część jej pierwszego rozdziału zatytułowanego Saga Nieskończoności. Jest to również kontynuacja filmów Kapitan Ameryka: Pierwsze starcie z 2011 i Kapitan Ameryka: Zimowy żołnierz z 2014 roku. W 2021 roku zadebiutował w serwisie Disney+ serialowy spin-off, Falcon i Zimowy Żołnierz, z Mackiem i Stanem w tytułowych rolach. W 2025 wyszedł czwarty film serii, Kapitan Ameryka: Nowy wspaniały świat.
Światowa premiera filmu miała miejsce 12 kwietnia 2016 roku w Los Angeles, w Polsce zaś zadebiutował on 6 maja tego samego roku. Wojna bohaterów zarobiła przeszło 1,15 miliarda dolarów przy budżecie wynoszącym 250 milionów. Otrzymała również pozytywne oceny od krytyków.

## Streszczenie fabuły
W 1991 roku poddany hipnozie superżołnierz James „Bucky” Barnes zostaje wysłany z bazy Hydry na Syberii do przechwycenia samochodu przewożącego surowicę superżołnierza. Obecnie, rok po pokonaniu Ultrona w Sokowii przez Avengers, Steve Rogers, Natasha Romanoff, Sam Wilson i Wanda Maximoff powstrzymują Brocka Rumlowa przed kradzieżą broni biologicznej z laboratorium w Lagos. Rumlow wysadza się w powietrze, mając nadzieję, że zabije przy tym również Rogersa. Jednak Maximoff dzięki telekinezie podnosi go do góry, powodując eksplozję w powietrzu i niszcząc pobliski budynek, w którym ginie kilku pracowników humanitarnych z Wakandy .
Sekretarz stanu, Thaddeus Ross, informuje Avengers, że Narody Zjednoczone przygotowują się do przyjęcia aktu nazwanego „Porozumienia z Sokowii”, które mają na celu utworzenie jednostki ONZ do spraw nadzoru i kontroli nad superbohaterami. Avengers są podzieleni: Tony Stark wspiera nadzór ze względu na swoją rolę w stworzeniu Ultrona, co doprowadziło do zniszczenia Sokowii, a Rogers wierzy bardziej w swoje własne wyroki niż rządy. Helmut Zemo odnajduje i zabija jednego z byłych przełożonych Barnesa z Hydry oraz kradnie książkę, która zawiera słowa uaktywniające hipnozę Barnesa. Na konferencji ONZ w Wiedniu, podczas której ratyfikowano „Porozumienia”, eksplozja zabija króla Wakandy T’Chakę. Ujęcia z kamer monitoringu ujawniają, że sprawcą wybuchu jest Barnes, którego syn T’Chaki, T’Challa, przysięga zabić. Rogers, podczas spotkania z Sharon Carter, dowiaduje się o miejscu pobytu Barnesa i o zamiarach władz, aby go zabić. Rogers postanawia ratować Barnesa, który jest jego przyjacielem z dzieciństwa, z którym wspólnie walczył podczas II wojny światowej. Rogers i Wilson odnajdują Barnesa w Bukareszcie i starają się go ochronić przed T’Challą i władzami, jednak cała czwórka, razem z T’Challą, zostają zatrzymani .

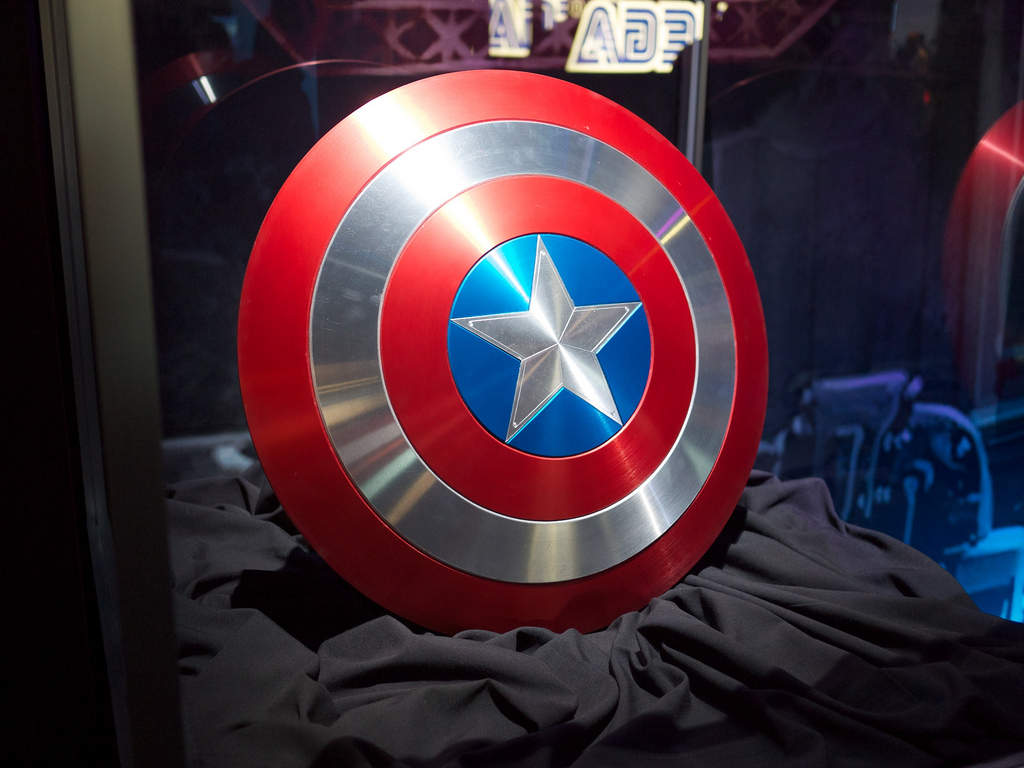
Tarcza Kapitana Ameryki

Zemo, podszywając się pod psychiatrę, dociera do Barnesa i recytuje słowa z książki, czyniąc Barnesa podatnym na kontrolę. Zadaje mu pytania, a następnie nakazuje mu uciekać, aby samemu uciec. Rogers zatrzymuje Barnesa i ukrywa go. Kiedy Barnes odzyskuje świadomość, wyjaśnia mu, że to Zemo zaatakował posiedzenie ONZ w Wiedniu, ponieważ chciał wiedzieć, gdzie znajduje się baza Hydry na Syberii, w której znajdują się w stanie hibernacji inni „Zimowi żołnierze”. Aby powstrzymać Zemo, Rogers i Wilson rekrutują Maximoff, Clintona Bartona i Scotta Langa. Natomiast Stark na rozkaz Rossa gromadzi zespół składający się z Romanoff, T’Challi, Jamesa Rhodesa, Visiona i Petera Parkera, aby schwytać renegatów. Na lotnisku w Lipsku między dwoma stronami dochodzi do starcia, w wyniku którego Rhodes zostaje sparaliżowany, a Maximoff, Barton, Wilson i Lang zostają aresztowani i umieszczeni w podwodnym więzieniu Raft. Romanoff postanawia się ukrywać, bo pozwoliła odlecieć quinjetem Rogersowi i Barnesowi .
Stark odkrywa, że Barnes był wrobiony przez Zemo i przekonuje Wilsona, aby zdradził mu, gdzie jest Rogers. Nie informując Rossa, Stark udaje się na Syberię, gdzie zawiera rozejm z Rogersem i Barnesem. Okazuje się, że Stark był śledzony przez T’Challę oraz że zahibernowani w bazie superżołnierze zostali zabici przez Zemo. Zemo pokazuje im nagranie ujawniające, że samochodem, z którego Barnes przechwycił serum w 1991 roku, jechali rodzice Starka, których Barnes zabił. Rozzłoszczony Stark atakuje Rogersa i Barnesa. Po długiej walce Rogers ostatecznie obezwładnia Starka i odchodzi z rannym Barnesem, pozostawiając tarczę. Zemo zadowolony, że pomścił śmierć swojej rodziny, która zginęła w Sokowii w wyniku działań Avengers, postanawia popełnić samobójstwo. Zostaje jednak powstrzymany przez T’Challę i oddany władzom .
Później Stark konstruuje specjalny egzoszkielet dla Rhodesa, który umożliwia mu chodzenie, ignoruje wezwanie generała Rossa, który chce, aby podjął interwencję w więzieniu Raft, a Rogers uwalnia stamtąd swoich sojuszników. W trakcie wyświetlania napisów końcowych pojawia się scena, w której Barnes i Rogers otrzymują azyl w Wakandzie. Barnes decyduje się na ponowną hibernację, do czasu, kiedy zostanie odnalezione lekarstwo na działanie hipnozy Hydry. W scenie po napisach końcowych Parker bawi się nowym gadżetem, który dostał od Starka .

## Obsada
| Polski dubbing |
| • Paweł Ciołkosz jako Steve Rogers / Kapitan Ameryka • Mariusz Bonaszewski jako Tony Stark / Iron Man • Wiktoria Gorodeckaja jako Natasha Romanoff / Czarna Wdowa • Marcin Hycnar jako James „Bucky” Barnes • Mateusz Damięcki jako Sam Wilson / Falcon • Tomasz Sapryk jako James „Rhodey” Rhodes / War Machine • Marcin Przybylski jako Clint Barton / Hawkeye • Kamil Kula jako T’Challa / Czarna Pantera • Grzegorz Kwiecień jako Vision • Lidia Sadowa jako Wanda Maximoff / Scarlet Witch • Piotr Adamczyk jako Scott Lang / Ant-Man • Agnieszka Więdłocha jako Sharon Carter • Jakub Gawlik jako Peter Parker / Spider-Man • Przemysław Sadowski jako Brock Rumlow / Crossbones • Mariusz Benoit jako Thaddeus „Thunderbolt” Ross • Paweł Domagała jako Helmut Zemo |

- Chris Evans jako Steve Rogers / Kapitan Ameryka, członek Avengers i lider frakcji sprzeciwiającej się regulacjom. Weteran II wojny światowej, który został poddany działaniu serum superżołnierza. Spędził kilkadziesiąt lat w letargu zamrożony w lodowcu i został z niego przebudzony w latach współczesnych[7].
- Robert Downey Jr. jako Tony Stark / Iron Man, członek Avengers, lider frakcji popierającej regulacje. Geniusz, biznesmen, filantrop i playboy, który skonstruował dla siebie serię bojowych pancerzy wspomaganych[8].
- Scarlett Johansson jako Natasha Romanoff / Czarna Wdowa, członek Avengers; stoi po stronie frakcji popierającej regulacje, którą dowodzi Stark. Była agentka T.A.R.C.Z.Y., pracowała jako wysoce wyszkolony szpieg[9].
- Sebastian Stan jako James „Bucky” Barnes, były zabójca, który stoi po stronie frakcji przeciwnej regulacjom, której liderem jest Rogers. W czasach II wojny światowej był najlepszym przyjacielem Rogersa, który rzekomo poniósł śmierć. Został jednak poddany ulepszeniom, praniu mózgu i przeszkolony na zabójcę przez Hydrę[10].
- Anthony Mackie jako Sam Wilson / Falcon, członek Avengers przeciwny regulacjom. Weteran sił powietrznych, który został przeszkolony do walki w powietrzu przy użyciu specjalnych skrzydeł. Wilson korzysta także z drona o nazwie Redwing[11].
- Don Cheadle jako James „Rhodey” Rhodes / War Machine, Avenger, który staje po stronie frakcji popierającej regulacje, której liderem jest Stark. Były oficer sił powietrznych armii Stanów Zjednoczonych wyposażony w zbroję War Machine[3].
- Jeremy Renner jako Clint Barton / Hawkeye, były Avenger, który staje po stronie frakcji przeciwnej regulacjom, której liderem jest Rogers. Jest mistrzem w łucznictwie, wcześniej współpracował z T.A.R.C.Z.Ą.[12]
- Chadwick Boseman jako T’Challa / Czarna Pantera, książę afrykańskiego plemienia Wakanda, który staje po stronie frakcji popierającej regulacje, której liderem jest Stark[8].
- Paul Bettany jako Vision, Avenger, który staje po stronie frakcji popierającej regulacje, której liderem jest Stark. Jest androidem, który powstał przy użyciu sztucznej inteligencji J.A.R.V.I.S.-a i Kamienia Umysłu[3].
- Elizabeth Olsen jako Wanda Maximoff. Potrafi posługiwać się magią, posiada też umiejętności hipnozy i telekinezy. Pochodzi z Sokowii, kraju położonego we wschodniej Europie. Należy do Avengers i staje po stronie frakcji przeciwnej regulacjom, której liderem jest Rogers[13].
- Paul Rudd jako Scott Lang / Ant-Man, były złodziej, który staje po stronie frakcji przeciwnej regulacjom, której liderem jest Rogers. Posługuje się kombinezonem, dzięki któremu może się pomniejszyć jak i powiększyć[3].
- Emily VanCamp jako Sharon Carter, była agentka T.A.R.C.Z.Y., która staje po stronie frakcji przeciwnej regulacjom, której liderem jest Rogers[3].
- Tom Holland jako Peter Parker / Spider-Man, nastolatek posiadający pajęcze zdolności w wyniku ugryzienia przez genetycznie zmodyfikowanego pająka, który staje po stronie frakcji popierającej regulacje, której liderem jest Stark[14][15].
- Frank Grillo jako Brock Rumlow / Crossbones, były dowódca T.A.R.C.Z.Y., kierujący jednostką antyterrorystyczną S.T.R.I.K.E., który okazał się być agentem Hydry[16].
- William Hurt jako Thaddeus „Thunderbolt” Ross, sekretarz stanu Stanów Zjednoczonych i były generał armii amerykańskiej[3].
- Daniel Brühl jako Helmut Zemo, terrorysta z Sokowii, który ma obsesję na punkcie pokonania Avengers[17].

Swoje role z poprzednich filmów franczyzy powtórzyli: John Slattery jako Howard Stark, ojciec Tony’ego Starka oraz Kerry Condon jako F.R.I.D.A.Y., komputerowa sztuczna inteligencja stworzona przez Starka, która zarządza jego posiadłością i zbrojami.
W filmie ponadto wystąpili: Martin Freeman jako Everett K. Ross, członek organizacji antyterrorystycznej; John Kani jako T’Chaka, władca Wakandy i ojciec T’Challi; Alfre Woodard jako Miriam Sharpe, matka amerykańskiego obywatela, który zginął podczas bitwy o Sokowię; Marisa Tomei jako May Parker, ciocia Petera Parkera; Hope Davis jako Maria Stark, matka Tony’ego; Florence Kasumba jako Ayo, członkini Dora Milaje oraz Gene Farber jako Vasily Karpov, sowiecki żołnierz Hydry.
W rolach cameo pojawili się: Stan Lee, twórca komiksów Marvel Comics jako kurier; reżyser filmu Joe Russo jako Theo Broussard, psychiatra zamordowany przez Zemo; Jim Rash jako członek wydziału MIT oraz Damion Poitier jako najemnik Rumlowa.

## Produkcja

### Rozwój projektu

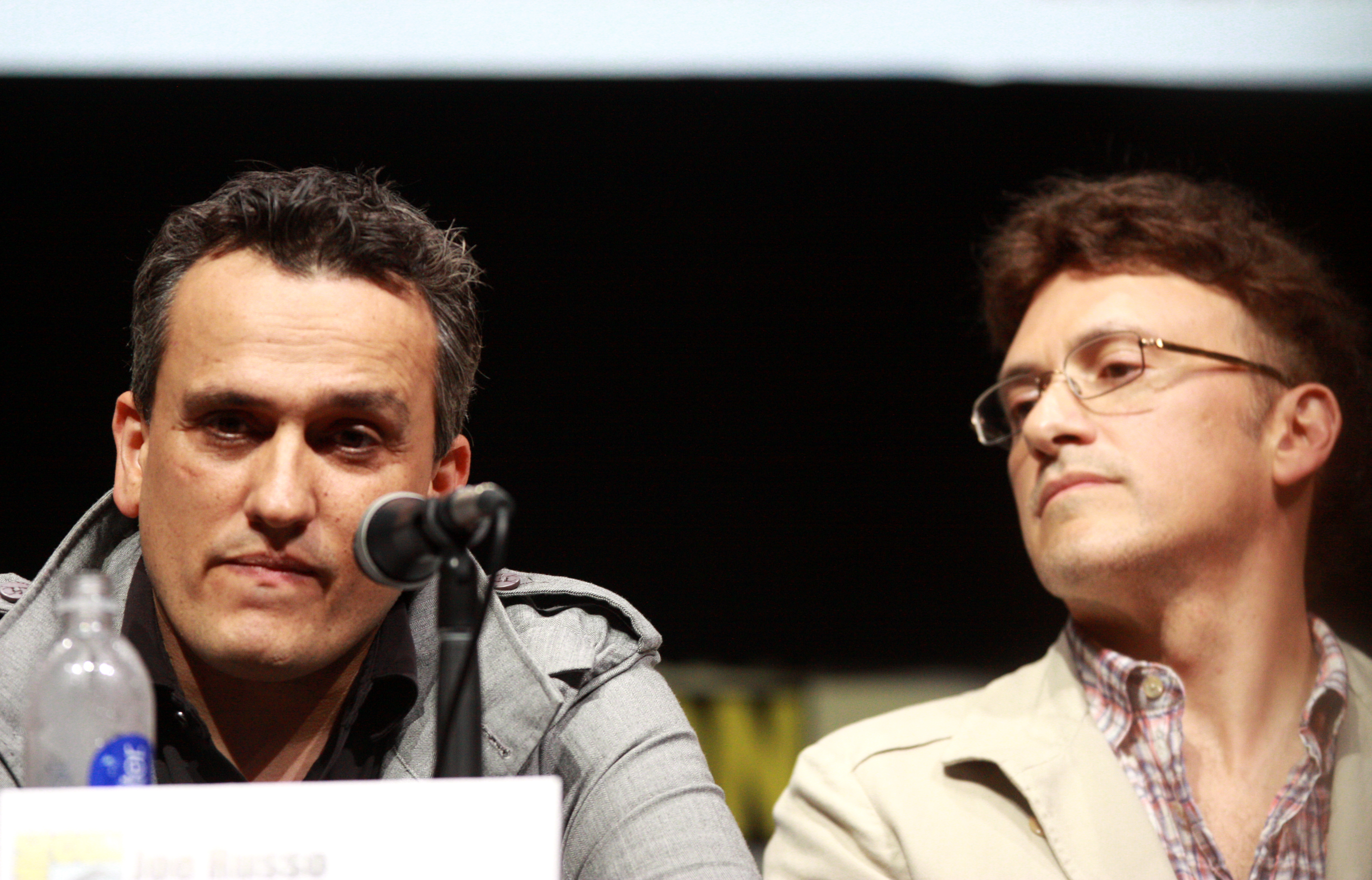
Anthony i Joe Russo, reżyserzy filmu

W marcu 2014 roku potwierdzono, że Anthony i Joe Russo powrócą na stanowisko reżysera, a Christopher Markus i Stephen McFeely jako scenarzyści trzeciego filmu. Markus i McFeely rozpoczęli prace nad scenariuszem pod koniec 2013 roku, natomiast bracia Russo zaczęli prace przy filmie w lutym 2014 roku. Marvel Studios było zadowolone z pracy reżyserów nad filmem Kapitan Ameryka: Zimowy żołnierz i zdecydowało się na ponowne ich zatrudnienie po jego pokazach testowych.
W kwietniu Joe Russo poinformował, że film będzie kontynuacją historii rozpoczętej w Zimowym żołnierzu. W tym samym miesiącu wyznaczono datę amerykańskiej premiery filmu na 6 marca 2016 roku. Na początku października ujawniono, że film będzie inspirowany miniserią Wojna Domowa (oryg. Civil War) autorstwa Marka Millara z lat 2006 – 2008. 28 października 2014 roku podczas MarvelEvent, gdzie przedstawiono skład filmów III Fazy MCU, ujawniono pełny tytuł filmu, Captain America: Civil War. Początkowo studio planowało, że będzie to drugi film III Fazy Filmowego Uniwersum Marvela, jednak zdecydowano, że będzie on ją rozpoczynał, a Ant-Man ostatecznie został przypisany do II Fazy. W lipcu 2015 roku Kevin Feige ujawnił, że postać grana przez Evangeline Lilly, Hope van Dyne / Osa, znalazła się we wczesnych wersjach scenariusza.

### Casting
W styczniu 2014 roku potwierdzono, że Chris Evans powróci jako Steve Rogers / Kapitan Ameryka. W październiku ujawniono, że swoją rolę z poprzednich filmów franczyzy powtórzą Sebastian Stan jako Bucky Barnes i Robert Downey Jr. jako Tony Stark / Iron Man. Poinformowano również, że Chadwick Boseman zagra T’Challę / Czarną Panterę. W listopadzie ujawniono, że do obsady dołączyli: Frank Grillo jako Brock Rumlow, Anthony Mackie jako Falcon i Daniel Brühl.
W styczniu 2015 roku poinformowano, że Scarlett Johansson powróci jako Natasha Romanoff / Czarna Wdowa, a w marcu ujawniono, że w filmie pojawi się Jeremy Renner jako Clint Barton / Hawkeye. W kwietniu Elizabeth Olsen poinformowała, że powróci jako Wanda Maximoff. Wyjawiono też, że Brühl zagra Helmuta Zemo. W maju do obsady dołączyli: Emily VanCamp jako Sharon Carter, Paul Bettany jako Vision, Don Cheadle jako James Rhodes, Paul Rudd jako Scott Lang i William Hurt jako Thaddeus Ross oraz Martin Freeman. W tym samym miesiącu przeprowadzono zdjęcia próbne dla sześciu aktorów ubiegających się o rolę Petera Parkera / Spider-Mana. Kevin Feige, Amy Pascal i bracia Russo sprawdzili aktorów pod kątem „chemii” z Evansem i Downeyem. W następnym miesiącu poinformowano, że Tom Holland otrzymał tę rolę.
Również w tym samym miesiącu Samuel L. Jackson wyjawił, że grana przez niego postać, Nick Fury, miała się pojawić w filmie według zapewnień reżyserów i był zaskoczony, że się tak jednak nie stało. Natomiast we wrześniu Mark Ruffalo ujawnił, że początkowo miał powtórzyć rolę Bruce’a Bannera / Hulka, jednak ostatecznie zrezygnowano z tego pomysłu ze względu na zakończenie w filmie Avengers: Czas Ultrona.
W lutym 2016 roku ujawniono, że Freeman zagra Everetta K. Rossa. Pojawiły się też wtedy informacje, że Gwyneth Paltrow powróci jako Pepper Potts, jednak w kwietniu zostały one zdementowane. W tym samym miesiącu ujawniono, że w filmie zagrali Alfre Woodard i Jim Rash. Rok wcześniej Woodard otrzymała również angaż do serialu Marvel’s Luke Cage jako Mariah Dillard. Informacja ta wzbudziła nadzieje na powiązanie filmów z serialami Netfliksa, jednak kilka dni później poinformowano, że zagra ona inną rolę, Miriam Sharpe.

### Zdjęcia i postprodukcja

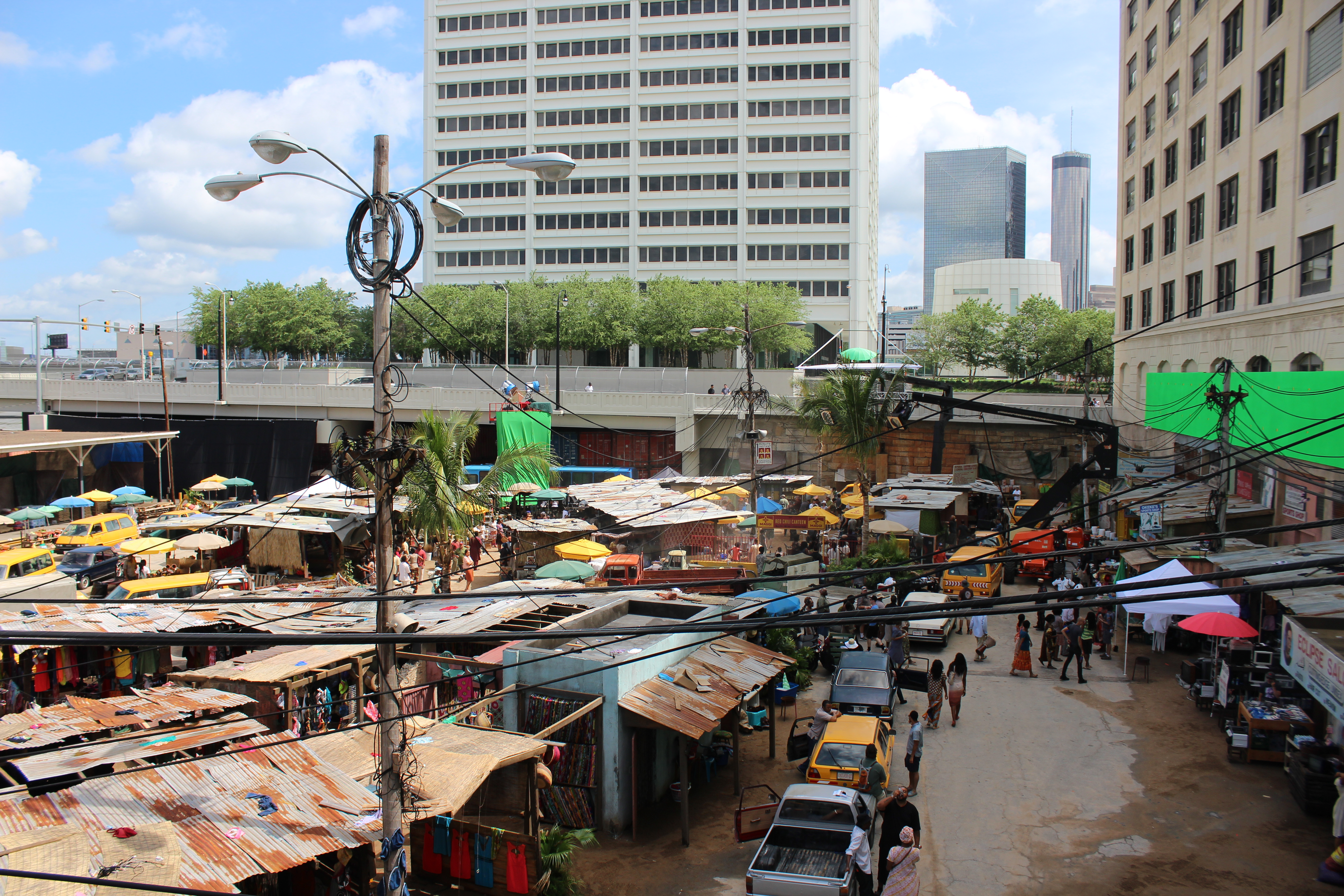
Plan zdjęciowy w Atlancie

Zdjęcia do filmu rozpoczęły się 27 kwietnia 2015 roku w Pinewood Studios w Atlancie pod roboczym tytułem Sputnik. W maju realizowano zdjęcia na terenie Atlanty, między innymi w dzielnicach Buckhead, Midtown Atlanta i Downtown Atlanta oraz w mieście Norcross. Philips Arena posłużyła w filmie jako targowisko w Lagos, siedziba Porsche w Atlancie jako baza Avangers, a Atlanta Civic Center jako Instytut Chorób Zakaźnych w Lagosie i wnętrza Massachusetts Institute of Technology. W sierpniu ekipa filmowa przeniosła się do Niemiec, gdzie zrealizowano zdjęcia na Stadionie Olimpijskim w Berlinie i w porcie lotniczym Lipsk/Halle. Zdjęcia nakręcono również w Portorykooraz na Islandii. Prace na planie zakończyły się 22 sierpnia. Za zdjęcia odpowiadał Trent Opaloch. Chad Stahelski, David Leitch i Spiro Razatos otrzymali funkcje asystentów reżyserów. Scenografią zajął się Owen Paterson, a kostiumy zaprojektowała Judianna Makovsky.
Dodatkowe zdjęcia do filmu zrealizowano w drugiej połowie stycznia 2016 roku. Montażem zajęli się Jeffrey Ford i Matthew Schmidt. Efekty specjalne zostały stworzone przez studia produkcyjne: Industrial Light & Magic, Lola VFX, Method Studios, Luma Pictures, DNEG, Image Engine, Trixter, Cinesite i The Third Floor, a odpowiadał za nie Dan Deleeuw. Lola VFX zajęło się efektami odmłodzenia Roberta Downeya Jr. o około 30 lat i wyglądem Visiona. Method Studios pracowało nad sceną, w której Bucky próbuje uciec helikopterem i nad finałową walką pomiędzy Rogersem i Buckym, a Starkiem. Głównym zadaniem studia przy tej walce były: wygląd ramienia Bucky’ego, tarcza Kapitana Ameryki i zbroja Iron Mana. Industrial Light & Magic przygotowało scenę walki na lotnisku, sceny w opuszczonej bazie Hydry oraz wspólnie z Method pracowało nad sceną walki finałowej. Luma Pictures zajęło się między innymi krzesłem do hipnozy Zimowego Żołnierza i efektami nanotechnologii w zbroi Iron Mana. Na początku kwietnia 2016 roku Anthony i Joe Russo poinformowali, że zakończyli prace nad filmem.

## Muzyka
W sierpniu 2014 roku poinformowano, że Henry Jackman, który pracował przy Kapitan Ameryka: Zimowy żołnierz, skomponuje muzykę do filmu. Ścieżka dźwiękowa nagrana została w Air Lyndhurst Studio w Londynie. Album z muzyką Jackmana, Captain America: Civil War Original Motion Picture Soundtrack, został wydany 6 maja 2016 roku przez Hollywood Records.
W filmie wykorzystano ponadto utwór „Left Hand Free” zespołu alt-J.
| Captain America: Civil War Original Motion Picture Soundtrack – 2016 | Captain America: Civil War Original Motion Picture Soundtrack – 2016 | Captain America: Civil War Original Motion Picture Soundtrack – 2016 | Captain America: Civil War Original Motion Picture Soundtrack – 2016 |
| Nr                                                                   | Tytuł utworu                                                         | Autor                                                                | Długość                                                              |
| -------------------------------------------------------------------- | -------------------------------------------------------------------- | -------------------------------------------------------------------- | -------------------------------------------------------------------- |
| 1.                                                                   | „Siberian Overture”                                                  | H. Jackman                                                           | 2:56                                                                 |
| 2.                                                                   | „Lagos”                                                              | H. Jackman                                                           | 2:10                                                                 |
| 3.                                                                   | „Consequences”                                                       | H. Jackman                                                           | 2:22                                                                 |
| 4.                                                                   | „Ancestral Cal”                                                      | H. Jackman                                                           | 2:37                                                                 |
| 5.                                                                   | „Zemo”                                                               | H. Jackman                                                           | 3:09                                                                 |
| 6.                                                                   | „The Tunnel”                                                         | H. Jackman                                                           | 3:51                                                                 |
| 7.                                                                   | „Celestial Bodies”                                                   | H. Jackman                                                           | 1:44                                                                 |
| 8.                                                                   | „Boot Up”                                                            | H. Jackman                                                           | 5:16                                                                 |
| 9.                                                                   | „A New Recruit”                                                      | H. Jackman                                                           | 1:47                                                                 |
| 10.                                                                  | „Stepping Up”                                                        | H. Jackman                                                           | 1:59                                                                 |
| 11.                                                                  | „Standoff”                                                           | H. Jackman                                                           | 4:01                                                                 |
| 12.                                                                  | „Civil War”                                                          | H. Jackman                                                           | 4:26                                                                 |
| 13.                                                                  | „Larger Than Life”                                                   | H. Jackman                                                           | 3:40                                                                 |
| 14.                                                                  | „Catastrophe”                                                        | H. Jackman                                                           | 2:36                                                                 |
| 15.                                                                  | „Revealed”                                                           | H. Jackman                                                           | 5:38                                                                 |
| 16.                                                                  | „Making Amends”                                                      | H. Jackman                                                           | 1:34                                                                 |
| 17.                                                                  | „Fracture”                                                           | H. Jackman                                                           | 4:00                                                                 |
| 18.                                                                  | „Clash”                                                              | H. Jackman                                                           | 3:54                                                                 |
| 19.                                                                  | „Closure”                                                            | H. Jackman                                                           | 5:32                                                                 |
| 20.                                                                  | „Cap's Promise”                                                      | H. Jackman                                                           | 3:46                                                                 |
| 21.                                                                  | „Adagio”                                                             | H. Jackman                                                           | 2:18                                                                 |
|                                                                      |                                                                      |                                                                      | 1:09:16                                                              |

## Promocja

Autobus promujący film w Orlando, w Stanach Zjednoczonych

15 sierpnia 2015 roku Kevin Feige, Chris Evans i Anthony Mackie pojawili się podczas D23 Expo, gdzie zaprezentowano fragmenty filmu. W następnym miesiącu te same fragmenty zostały również pokazane na Asia Pop Comic Convention. 24 listopada został zaprezentowany pierwszy zwiastun filmu podczas programu Jimmy Kimmel Live!. Zwiastun ten został obejrzany 61 milionów razy w ciągu pierwszych 24 godzin.
4 lutego 2016 roku studio pokazało własną wersję akcji „#FriendsDay” na Facebooku. 7 lutego zaprezentowano spot podczas 50. Super Bowl. Pomiędzy 7 a 10 marca zaprezentowano plakaty z drużyną Kapitana Ameryki i Iron Mana oraz pokazano ostateczny zwiastun filmu. Został on obejrzany 95 milionów razy w ciągu pierwszych 24 godzin i wygenerował 240 tysięcy konwersacji w mediach społecznościowych. W tym samym miesiącu Marvel Studios razem z National Academy of Sciences, Dolby Laboratories, Broadcom i Synchrony Bank ogłosili konkurs „Girls Reforming the Future Challenge” skierowany do dziewcząt w wieku 15–18 lat zajmującymi się naukami ścisłymi; pięcioro z nich otrzymało wejściówki na światową premierę w Los Angeles oraz wycieczkę po Walt Disney Studios, a główną nagrodą był staż w Marvel Studios.
Partnerami promocyjnymi byli: Hasbro, Lego, Funko, Hot Wheels, Rubies, Mad Engine, C-Life, Jay Franco, Global Brand Group, Kellogg’s, Hallmark, American Greetings, Coca-Cola, Google, Samsung, Wrigley, Harley Davidson, Audi, Synchrony Financial, Pringles, Keebler, Pizza Hut, Pop Secret, Mouser Electronics i Vivo. Koszty kampanii oszacowane zostały na 200 milionów dolarów.
Komiksy powiązane / Przewodniki
16 i 30 grudnia 2015 roku oraz 6 i 27 stycznia 2017 roku Marvel Comics wydało czterozeszytowy komiks Captain America: Civil War Prelude, który zawiera adaptacje filmów Iron Man 3 i Kapitan Ameryka: Zimowy żołnierz. Scenariusz do niego napisał Will Corona Pilgrim, a rysunki stworzył Szymon Kudranski. Natomiast 1 marca i 5 kwietnia 2017 roku wydana została adaptacja Wojny bohaterów w dwuzeszytowym komiksie Spider-Man: Homecoming Prelude. Pilgrim ponownie odpowiadał za scenariusz, a za rysunki Todd Nauck.
25 stycznia 2017 roku został wydany cyfrowo Guidebook to the Marvel Cinematic Universe: Marvel’s Captain America: Civil War, który zawiera fakty dotyczące filmu, porównania do komiksów oraz informacje produkcyjne . 13 grudnia 2017 roku udostępniono drukiem wydanie zbiorcze, zatytułowane Marvel Cinematic Universe Guidebook: The Good, The Bad, The Guardians, w którym znalazła się także treść tego przewodnika.
WHiH NewsFront with Christine Everhart
22 kwietnia 2016 roku za pośrednictwem portalu YouTube studio rozpoczęło kampanię viralową. Zaprezentowano materiał zapowiadający fikcyjny program informacyjny „NewsFront with Christine Everhart” wyprodukowany przez Marvel Studios oraz Google, gdzie Leslie Bibb powraca do roli Christine Everhart z filmów Iron Man i Iron Man 2. Wspierana jest przez Ala Madrigala, który wciela się w politycznego korespondenta Willa Adamsa. „NewsFront” jest programem fikcyjnej stacji telewizyjnej o nazwie WHIH, która pojawia się w produkcjach Filmowego Uniwersum Marvela. Kolejne materiały pojawiły się 26 i 28 kwietnia oraz 3 maja. W materiałach tych są: dyskusje prowadzone przez Everhart i Adamsa na temat odpowiedzialności Avengers oraz ich kontroli, sonda uliczna na ten temat, wywiad z prezydentem Matthew Ellisem oraz relacja z Lagos.

## Wydanie

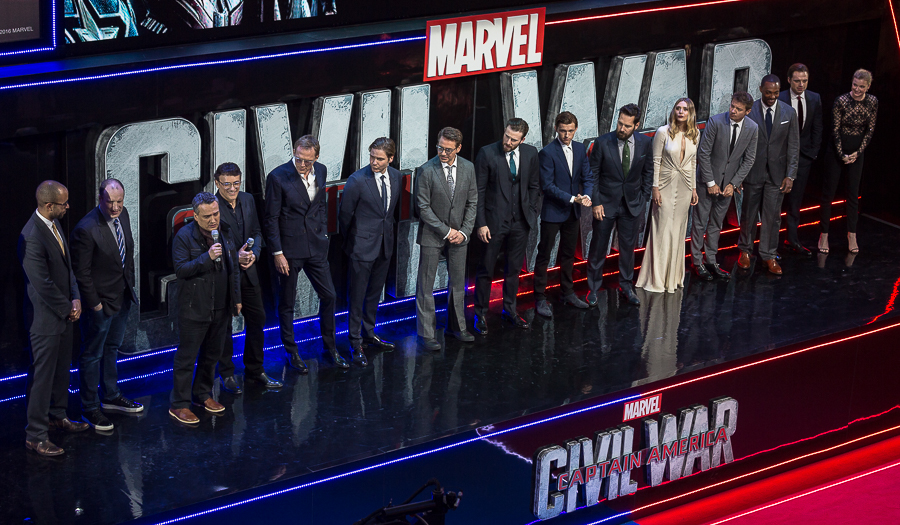
Obsada i twórcy filmu podczas premiery w Londynie

Światowa premiera filmu Kapitan Ameryka: Wojna bohaterów odbyła się 12 kwietnia 2016 roku w Dolby Theatre w Los Angeles, natomiast europejska 26 kwietnia w Londynie w Westfield London. W obu tych wydarzeniach uczestniczyła obsada i ekipa produkcyjna filmu oraz zaproszeni goście. Premierom tym towarzyszył czerwony dywan oraz szereg konferencji prasowych. 13 kwietnia film został zaprezentowany podczas CinemaConu w Las Vegas.
Dla szerszej publiczności film zadebiutował 27 kwietnia w Belgii, Szwajcarii, Francji, Korei Południowej, Szwecji, Norwegii, we Francji i na Filipinach. Następnego dnia, 28 kwietnia, pojawił się w Austrii, Niemczech, Brazylii i Australii. 29 kwietnia dostępny był w Wielkiej Brytanii, Japonii i Meksyku. 5 maja zadebiutował w Nowej Zelandii i Rosji. W Stanach Zjednoczonych, Kanadzie, Chinach, Indiach i w Polsce dostępny był od 6 maja.
Film został wydany cyfrowo w Stanach Zjednoczonych 2 września 2016 roku przez Walt Disney Studios Home Entertainment, a 13 września tego samego roku na nośnikach DVD i Blu-ray. W Polsce został on wydany 20 września tego samego roku przez Galapagos. Do wydania cyfrowego i Blu-ray dołączony został mockument, Team Thor, w reżyserii Taiki Waititiego.
5 listopada 2018 roku został wydany również w 11-dyskowej wersji kolekcjonerskiej Marvel Cinematic Universe: Phase Three Collection – Part 1, która zawiera 5 filmów rozpoczynających Fazę Trzecią, a 15 listopada następnego roku w specjalnej wersji zawierającej 23 filmy franczyzy tworzące The Infinity Saga.

## Odbiór

### Box office
Wojna bohaterów, przy budżecie wynoszącym 250 milionów dolarów, zarobiła w weekend otwarcia ponad 200 milionów dolarów. W Stanach Zjednoczonych i Kanadzie film zarobił w weekend otwarcia prawie 180 milionów dolarów. Jego łączny przychód z biletów na świecie osiągnął ponad 1,15 miliarda dolarów, z czego w Stanach Zjednoczonych i Kanadzie prawie 408 milionów.
Do największych rynków należały: Chiny (180,8 miliona), Korea Południowa (62,9 miliona), Wielka Brytania (53,8 miliona), Meksyk (41,4 miliona), Brazylia (40,8 miliona), Australia (25,2 miliona), Japonia (24,4 miliona), Francja (23,2 miliona) i Niemcy (21,8 miliona). W Polsce w weekend otwarcia film obejrzało 167 tysięcy widzów, co dało kwotę prawie 900 tysięcy dolarów, a w sumie prawie 2,7 miliona.

### Krytyka w mediach
Film spotkał się z pozytywną reakcją krytyków. W serwisie Rotten Tomatoes 90% z 419 recenzji uznano za pozytywne, a średnia ocen wystawionych na ich podstawie wyniosła 7,7 na 10. Na portalu Metacritic średnia ważona ocen z 53 recenzji wyniosła 75 punktów na 100. Natomiast według serwisu CinemaScore, zajmującego się mierzeniem atrakcyjności filmów w Stanach Zjednoczonych, publiczność przyznała mu ocenę A w skali od F do A+.
Dave White z „The Wrap” napisał: „Film zachowuje równowagę oferując widzom poważną i mądrą rozrywkę przy jednoczesnym zachowaniu frajdy i zabawy”. Jim Vejvoda z IGN stwierdził, że: „Kapitan Ameryka: Wojna Bohaterów jest filmem przyjemnym, jednak kulejącym w porównaniu z produkcjami Kapitan Ameryka: Zimowy Żołnierz i Avengers: Czas Ultrona. Nie jest nawet częściowo tak mocny lub trzymający w napięciu jak Zimowy Żołnierz, lecz radzi sobie lepiej niż Czas Ultrona w żonglowaniu tyloma różnymi postaciami”. Brian Truitt z „USA Today” napisał: „Łatwiej powiedzieć, czego w Kapitanie Ameryce: Wojnie bohaterów nie ma. Najnowszy film Marvela zawiera momenty śmierci, wątpliwości, tworzące się i rozpadające sojusze, dwóch gości z ksywkami wziętymi od robaków, pocałunek, oraz najlepszą walkę superbohaterów, jaką nakręcono. […] Wojna bohaterów jest najbardziej imponującym filmem z serii Avengers, mimo że to nie kolejna część Avengers”. Justin Chang z „Variety” stwierdził: „To rzadki przypadek, jeśli chodzi o sequele Marvela, gdy kolejną część nie ogląda się jak kontynuację, ale kulminację. [...] Bracia Russo pokazują akcję z wielką pewnością i imponującym zróżnicowaniem, pierwsze sceny nakręcono z intensywnością rodem z Bourne’a, w opozycji do późniejszych, bardziej klasycznych starć. Co imponuje, film faktycznie jest zainteresowany kwestiami, które porusza, takimi jak wolność czy odpowiedzialność, heroizm czy samowolka oraz co to wszystko mówi o jednostkach, które się tych czynów dopuszczają”. Dan Jolin z „Empire Magazine” napisał: „Kapitan Ameryka: Wojna bohaterów to najlepszy jak dotąd film Marvel Studios”. Richard Roeper z „Chicago Sun-Times” stwierdził: „Wyrazy uznania dla współreżyserów Anthony’ego i Joego Russo oraz zespołu scenarzystów za żonglowanie kilkunastoma postaciami z komiksów i wieloma liniami fabularnymi”. A.O. Scott z The New York Times napisał: „Kapitan Ameryka: Wojna bohaterów w żaden sposób nie wykracza poza konwencje gatunku. Wręcz przeciwnie: udaje się, ponieważ tak naprawdę nie próbuje”.
Jakub Popielecki z portalu Filmweb napisał, że Bracia Russo udowodnili, iż w dziedzinie „piorących się po gębach nadludzi nie mają sobie równych. I choć pożyczona ze współczesnego kina akcji roztrzęsiona kamera i szarpany montaż zazwyczaj stanowią kulę u nogi gatunku – tutaj działają doskonale”. Łukasz Radomski z serwisu NaEkranie.pl stwierdził: „Jest dobrze. Jest bardzo dobrze. Kapitan Ameryka: Wojna bohaterów to jeden z najpoważniejszych i najmroczniejszych filmów Marvela; jest pod tym względem udoskonaloną wersją Zimowego Żołnierza, a trudno o lepszą rekomendację. Udowadnia też, że dobrze opowiedziana historia konfliktu jest więcej warta niż mroczne filtry i nawalanka”. Bartosz Czartoryski z serwisu Onet.pl napisał, że: „Magiczna receptura Marvel Studios nadal nie straciła nic ze swojej mocy. Kapitan Ameryka: Wojna bohaterów to bodaj najbardziej kompletny z dotychczasowych odcinków niekończącej się – bo na to się zanosi – kinowej sagi”. Natomiast Marcin Zwierzchowski z tygodnika „Polityka” stwierdził: „Trzynasty film w Kinowym Uniwersum Marvela nie przyniósł twórcom pecha. „Wojna bohaterów” to jedna z najlepszych odsłon tej komiksowej serii i przykład doskonałej rzemieślniczej pracy”.

### Nagrody i nominacje
| Rok  | Ceremonia                             | Kategoria                                                         | Nominowani | Rezultat  | Przypis         |
| ---- | ------------------------------------- | ----------------------------------------------------------------- | --- | --------- | --------------- |
| 2016 | Teen Choice Awards                    | Ulubiony film fantasy / science-fiction                           | Kapitan Ameryka: Wojna bohaterów                                                                                                 | Wygrana   | [ 111 ] [ 112 ] |
| 2016 | Teen Choice Awards                    | Ulubiona aktorka w filmie science-fiction / fantasy               | Scarlett Johansson | Nominacja | [ 111 ] [ 112 ] |
| 2016 | Teen Choice Awards                    | Ulubiony aktor w filmie science-fiction / fantasy                 | Chris Evans | Wygrana   | [ 111 ] [ 112 ] |
| 2016 | Teen Choice Awards                    | Ulubiony aktor w filmie science-fiction / fantasy                 | Robert Downey Jr. | Nominacja | [ 111 ] [ 112 ] |
| 2016 | Teen Choice Awards                    | Ulubiona postać kradnąca sceny                                    | Chadwick Boseman | Nominacja | [ 111 ] [ 112 ] |
| 2016 | Teen Choice Awards                    | Ulubiona postać kradnąca sceny                                    | Tom Holland | Nominacja | [ 111 ] [ 112 ] |
| 2016 | Teen Choice Awards                    | Ulubiona chemia filmowa                                           | Robert Downey Jr., Scarlett Johansson, Don Cheadle, Paul Bettany i Chadwick Boseman                                              | Nominacja | [ 111 ] [ 112 ] |
| 2016 | Teen Choice Awards                    | Ulubiona chemia filmowa                                           | Chris Evans, Sebastian Stan, Anthony Mackie, Elizabeth Olsen i Jeremy Renner                                                     | Nominacja | [ 111 ] [ 112 ] |
| 2016 | Teen Choice Awards                    | Ulubiony pocałunek                                                | Chris Evans i Emily VanCamp | Nominacja | [ 111 ] [ 112 ] |
| 2016 | Teen Choice Awards                    | Ulubiony czarny charakter                                         | Daniel Brühl | Nominacja | [ 111 ] [ 112 ] |
| 2016 | Critics’ Choice Awards                | Najlepszy film akcji                                              | Kapitan Ameryka: Wojna bohaterów                                                                                                 | Nominacja | [ 113 ]         |
| 2016 | Critics’ Choice Awards                | Najlepszy aktor w filmie akcji                                    | Chris Evans | Nominacja | [ 113 ]         |
| 2016 | Critics’ Choice Awards                | Najlepsza aktorka w filmie akcji                                  | Scarlett Johansson | Nominacja | [ 113 ]         |
| 2016 | Golden Schmoes Awards                 | Ulubiony film                                                     | Kapitan Ameryka: Wojna bohaterów                                                                                                 | Nominacja | [ 114 ]         |
| 2016 | Golden Schmoes Awards                 | Najbardziej przereklamowany film                                  | Kapitan Ameryka: Wojna bohaterów                                                                                                 | Nominacja | [ 114 ]         |
| 2016 | Golden Schmoes Awards                 | Najlepszy zwiastun                                                | Kapitan Ameryka: Wojna bohaterów                                                                                                 | Nominacja | [ 114 ]         |
| 2016 | Golden Schmoes Awards                 | Przełomowy występ                                                 | Tom Holland | Wygrana   | [ 114 ]         |
| 2016 | Golden Schmoes Awards                 | Najlepsze efekty specjalne                                        | Kapitan Ameryka: Wojna bohaterów                                                                                                 | Nominacja | [ 114 ]         |
| 2016 | Golden Schmoes Awards                 | Najlepsza scena akcji                                             | Kapitan Ameryka: Wojna bohaterów                                                                                                 | Wygrana   | [ 114 ]         |
| 2016 | Golden Schmoes Awards                 | Najbardziej pamiętna scena                                        | Kapitan Ameryka: Wojna bohaterów                                                                                                 | Nominacja | [ 114 ]         |
| 2016 | Golden Schmoes Awards                 | Najfajniejsza postać                                              | Tom Holland jako Spider-Man | Nominacja | [ 114 ]         |
| 2016 | Golden Schmoes Awards                 | Najfajniejsza postać                                              | Chadwick Boseman jako Czarna Pantera                                                                                             | Nominacja | [ 114 ]         |
| 2016 | Golden Schmoes Awards                 | Najlepsze wydanie DVD / Blu-ray                                   | Kapitan Ameryka: Wojna bohaterów                                                                                                 | Nominacja | [ 114 ]         |
| 2016 | Indiana Film Journalists Association  | Najlepszy film                                                    | Kapitan Ameryka: Wojna bohaterów                                                                                                 | Nominacja | [ 115 ]         |
| 2016 | Indiana Film Journalists Association  | Najlepszy scenariusz adaptowany                                   | Christopher Markus i Stephen McFeely                                                                                             | Nominacja | [ 115 ]         |
| 2016 | Indiana Film Journalists Association  | Najlepsza reżyseria                                               | Anthony i Joe Russo | Nominacja | [ 115 ]         |
| 2016 | Indiana Film Journalists Association  | Najlepsza obsada                                                  | Kapitan Ameryka: Wojna bohaterów                                                                                                 | Nominacja | [ 115 ]         |
| 2016 | Indiana Film Journalists Association  | Najlepszy aktor                                                   | Chris Evans | Nominacja | [ 115 ]         |
| 2016 | Indiana Film Journalists Association  | Najlepszy aktor drugoplanowy                                      | Robert Downey Jr. | Nominacja | [ 115 ]         |
| 2016 | Indiana Film Journalists Association  | Najlepsza aktorka drugoplanowa                                    | Scarlett Johansson | Nominacja | [ 115 ]         |
| 2016 | Indiana Film Journalists Association  | Przełomowy występ                                                 | Tom Holland | Nominacja | [ 115 ]         |
| 2016 | Indiana Film Journalists Association  | Najlepsza rola głosowa / za pomocą techniki przechwytywania ruchu | Tom Holland | Nominacja | [ 115 ]         |
| 2016 | Dragon Awards                         | Najlepszy film fantastycznonaukowy / fantasy                      | Anthony i Joe Russo, Christopher Markus, Stephen McFeely                                                                         | Nominacja | [ 116 ]         |
| 2016 | Hollywood Post Alliance               | Najlepsze efekty specjalne w filmie                               | Kapitan Ameryka: Wojna bohaterów                                                                                                 | Nominacja | [ 117 ]         |
| 2016 | Las Vegas Film Critics Society Awards | Najlepszy film akcji                                              | Kapitan Ameryka: Wojna bohaterów                                                                                                 | Wygrana   | [ 118 ]         |
| 2016 | Phoenix Film Critics Society Awards   | Najlepsze efekty specjalne                                        | Kapitan Ameryka: Wojna bohaterów                                                                                                 | Nominacja | [ 119 ]         |
| 2016 | St. Louis Film Critics Association    | Najlepszy film akcji                                              | Kapitan Ameryka: Wojna bohaterów                                                                                                 | Wygrana   | [ 120 ]         |
| 2016 | St. Louis Film Critics Association    | Najlepsza scena w filmie                                          | Kapitan Ameryka: Wojna bohaterów                                                                                                 | Nominacja | [ 121 ]         |
| 2017 | People’s Choice Awards                | Ulubiony film                                                     | Kapitan Ameryka: Wojna bohaterów                                                                                                 | Nominacja | [ 122 ]         |
| 2017 | People’s Choice Awards                | Ulubiony film akcji                                               | Kapitan Ameryka: Wojna bohaterów                                                                                                 | Nominacja | [ 122 ]         |
| 2017 | People’s Choice Awards                | Ulubiona aktorka                                                  | Scarlett Johansson | Nominacja | [ 122 ]         |
| 2017 | People’s Choice Awards                | Ulubiona aktorka w filmie akcji                                   | Scarlett Johansson | Nominacja | [ 122 ]         |
| 2017 | People’s Choice Awards                | Ulubiony aktor                                                    | Robert Downey Jr. | Nominacja | [ 122 ]         |
| 2017 | People’s Choice Awards                | Ulubiony aktor w filmie akcji                                     | Robert Downey Jr. | Wygrana   | [ 122 ]         |
| 2017 | People’s Choice Awards                | Ulubiony aktor w filmie akcji                                     | Chris Evans | Nominacja | [ 122 ]         |
| 2017 | Annie Awards                          | Animacja postaci w filmie / serialu aktorskim                     | Kapitan Ameryka: Wojna bohaterów                                                                                                 | Nominacja | [ 123 ]         |
| 2017 | Amerykańska Gildia Aktorów Filmowych  | Najlepszy występ kaskaderski w filmie                             | Kapitan Ameryka: Wojna bohaterów                                                                                                 | Nominacja | [ 124 ]         |
| 2017 | NAACP Image Awards                    | Najlepszy aktor drugoplanowy w filmie                             | Chadwick Boseman | Nominacja | [ 125 ]         |
| 2017 | NAACP Image Awards                    | Najlepsza reżyseria filmu                                         | Anthony i Joe Russo | Nominacja | [ 125 ]         |
| 2017 | Kids’ Choice Awards                   | Ulubiony film                                                     | Kapitan Ameryka: Wojna bohaterów                                                                                                 | Nominacja | [ 126 ]         |
| 2017 | Kids’ Choice Awards                   | Ulubiony aktor filmowy                                            | Robert Downey Jr. | Nominacja | [ 126 ]         |
| 2017 | Kids’ Choice Awards                   | Ulubiony aktor filmowy                                            | Chris Evans | Nominacja | [ 126 ]         |
| 2017 | Kids’ Choice Awards                   | Ulubiona aktorka filmowa                                          | Scarlett Johansson | Nominacja | [ 126 ]         |
| 2017 | Kids’ Choice Awards                   | Ulubiony buttkicker                                               | Chris Evans | Wygrana   | [ 126 ]         |
| 2017 | Kids’ Choice Awards                   | Ulubiony buttkicker                                               | Scarlett Johansson | Nominacja | [ 126 ]         |
| 2017 | Kids’ Choice Awards                   | Ulubieni frenemies                                                | Robert Downey Jr. i Chris Evans                                                                                                  | Nominacja | [ 126 ]         |
| 2017 | Kids’ Choice Awards                   | Ulubiona drużyna                                                  | Chris Evans, Robert Downey Jr., Scarlett Johansson, Sebastian Stan, Anthony Mackie, Don Cheadle, Jeremy Renner, Chadwick Boseman | Nominacja | [ 126 ]         |
| 2017 | Empire Awards                         | Najlepszy męski debiut                                            | Tom Holland | Nominacja | [ 127 ]         |
| 2017 | Empire Awards                         | Najlepszy thriller                                                | Kapitan Ameryka: Wojna bohaterów                                                                                                 | Nominacja | [ 127 ]         |
| 2017 | Empire Awards                         | Najlepsze kostiumy                                                | Kapitan Ameryka: Wojna bohaterów                                                                                                 | Nominacja | [ 127 ]         |
| 2017 | Empire Awards                         | Najlepsze efekty specjalne                                        | Kapitan Ameryka: Wojna bohaterów                                                                                                 | Nominacja | [ 127 ]         |
| 2017 | Saturn Awards                         | Najlepsza adaptacja komiksu                                       | Kapitan Ameryka: Wojna bohaterów                                                                                                 | Nominacja | [ 128 ]         |
| 2017 | Saturn Awards                         | Najlepsza reżyseria                                               | Anthony i Joe Russo | Nominacja | [ 128 ]         |
| 2017 | Saturn Awards                         | Najlepszy aktor                                                   | Chris Evans | Nominacja | [ 128 ]         |
| 2017 | Saturn Awards                         | Najlepszy aktor drugoplanowy                                      | Chadwick Boseman | Nominacja | [ 128 ]         |
| 2017 | Saturn Awards                         | Najlepsza aktorka drugoplanowa                                    | Scarlett Johansson | Nominacja | [ 128 ]         |
| 2017 | Saturn Awards                         | Najlepszy występ młodego aktora                                   | Tom Holland | Wygrana   | [ 128 ]         |
| 2017 | Saturn Awards                         | Najlepszy montaż                                                  | Jeffrey Ford i Matthew Schmidt                                                                                                   | Nominacja | [ 128 ]         |
| 2017 | Saturn Awards                         | Najlepsza scenografia                                             | Owen Paterson | Nominacja | [ 128 ]         |
| 2017 | Georgia Film Critics Association      | Oglethorpe Award                                                  | Anthony i Joe Russo, Christopher Markus, Stephen McFeely                                                                         | Nominacja | [ 129 ]         |
| 2017 | Hawaii Film Critics Society           | Najlepszy zespół kaskaderski                                      | Kapitan Ameryka: Wojna bohaterów                                                                                                 | Nominacja | [ 130 ]         |
| 2017 | Golden Reel Awards                    | Najlepszy montaż dźwięku – efekty dźwiękowe w filmie fabularnym   | Kapitan Ameryka: Wojna bohaterów                                                                                                 | Nominacja | [ 131 ]         |

## Kontynuacja
Chris Evans powtórzył rolę Steve’a Rogersa / Kapitana Ameryki w filmach Avengers: Wojna bez granic z 2018 i Avengers: Koniec gry z 2019.
We wrześniu 2018 roku ujawniono, że Marvel Studios pracuje nad kilkoma limitowanymi serialami dla serwisu Disney+, które skoncentrowane mają być wokół postaci drugoplanowych z filmów franczyzy. W październiku tego samego roku Malcolm Spellman został zatrudniony na stanowisko głównego scenarzysty serialu, który miał się skupiać na postaciach Sama Wilsona / Falcona i Bucky’ego Barnesa / Zimowego Żołnierza. W kwietniu 2019 roku oficjalnie zapowiedziano serial zatytułowany Falcon i Zimowy Żołnierz (oryg. The Falcon and the Winter Soldier). Za reżyserię odpowiadała Kari Skogland. Serial zadebiutował w 2021 roku. Tytułowe role zagrali Anthony Mackie i Sebastian Stan, a obok nich w głównych rolach wystąpili: Emily VanCamp, Wyatt Russell, Erin Kellyman, Danny Ramirez, Georges St-Pierre, Adepero Oduye, Daniel Brühl, Don Cheadle, Julia Louis-Dreyfus i Florence Kasumba.
W kwietniu 2021 roku poinformowano, że przygotowywany jest czwarty film o Kapitanie Ameryce, który kontynuować będzie historię Sama Wilsona z serialu Falcon i Zimowy Żołnierz. Za jego scenariusz odpowiadać mają Spellman i Dalan Musson, a za reżyserię Julius Onah. Kapitan Ameryka: Nowy wspaniały świat został zapowiedziany na 2025 rok, a w tytułowej roli wystąpi Anthony Mackie.